# اچ‌ام‌اس گلاستر (۶۲)
اچ‌ام‌اس گلاستر (۶۲) (به انگلیسی: HMS Gloucester (62)) یک کشتی بود که طول آن ۵۸۸ فوت (۱۷۹٫۲ متر) بود. این کشتی در سال ۱۹۳۷ ساخته شد.